# Zen for Nothing
Zen for Nothing è un documentario diretto da Werner Penzel sulla vita quotidiana dei praticanti e dei monaci di un monastero buddhista.
Distribuito nel 2016, ha come protagonista l'attrice svizzera Sabine Timoteo che nel 2014 si ritirò per tre mesi nel monastero Zen Antai-ji in Giappone. Il titolo fa riferimento alla risposta che l'abate Muhō dà ai visitatori del monastero alla domanda "A cosa serve lo zazen?". L'abate risponde: "semplice: a niente!".

## Trama
Nell'autunno 2014 l'attrice svizzera Sabine Timoteo si reca, zaino in spalla, presso il monastero Zen di Antai-ji in Giappone. Entrata nel monastero inizia subito la sua pratica fatta di lunghe ore di zazen e samu. Le giornate sono organizzate in modo molto rigido, ci si sveglia prima delle quattro del mattino, si fa zazen e poi colazione seguendo rituali precisi che prevedono la recitazione dei sutra e un'assoluta compostezza nel consumare il pasto in silenzio. Anche il pranzo e la cena sono consumati seguendo gli stessi rituali della colazione. Dopo la colazione, nei giorni di ritiro, si torna a fare zazen, negli altri invece si fa samu, ossia si lavora per rendere autosufficiente il monastero. Sabine insieme ai monaci e agli altri ospiti del monastero, tra i quali anche altri occidentali, passa i pomeriggi a tagliare legna, a seminare il riso, a cucinare e a parlare del più e del meno con gli altri compagni di pratica davanti al monastero immerso nel bosco. Dopo l'autunno e un inverno freddo e nevoso arriva la primavera e per Sabine è il momento di tornare a casa ma le sue lacrime, durante la quotidiana seduta di zazen, rivelano che quella che è stata la sua vita degli ultimi tre mesi gli mancherà molto.

## Riconoscimenti
- 2016 - Bern Film Prize
  - Miglior documentario